# 국도 제96호선 (아이슬란드)

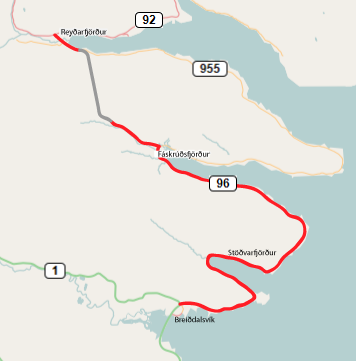
아이슬란드 96번 국도의 실제 선형

국도 제96호선(아이슬란드어: Suðurfjarðavegur, Route 96)은 외이스튀를란드를 종주하고 있는 아이슬란드의 일반 국도로, 레이얄피요르드르를 서쪽으로 시작하여 파우스쿠루즈스피요루즐 터널이라는 터널을 통과하고 있는 국도 노선이기도 하다. 그래서 이 도로가 스퇴드바르피외르뒤르와 브레이드달스비크의 해안가를 쭉 따라가는 형태를 가진 선형이 있는 도로이다. 또한 이곳에서는 국도 제1호선, 국도 제92호선 그리고 국도 제95호선이 순차적으로 교차하고 있다.